# Advances in Physics
Advances in Physics is een internationaal, aan collegiale toetsing onderworpen wetenschappelijk tijdschrift op het gebied van de fysica van de gecondenseerde materie.
De naam wordt in literatuurverwijzingen meestal afgekort tot Adv. Phys.
Het wordt uitgegeven door Taylor & Francis en verschijnt tweemaandelijks.
Het eerste nummer verscheen in 1952.
Advances in Physics publiceert voornamelijk overzichtsartikelen en heeft dan ook een zeer hoge impactfactor.